# アンドリース・ヨンカー
アンドリース・ヨンカー（オランダ語: Andries Jonker, 1962年9月22日 - ）はオランダ・アムステルダムの出身のサッカー指導者、元サッカー選手。ルイス・ファン・ハールの解任に伴ってバイエルンの暫定監督に就任するとドイツ代表ミロスラフ・クローゼのトップ下起用などでチームを立て直した。若手育成に定評のあるサッカー指導者である。